# Reeve Carney
Reeve Carney (ur. 18 kwietnia 1983 w Nowym Jorku) – amerykański muzyk i autor tekstów, a także aktor.

## Życiorys
W wieku 15 lat regularnie grywał na gitarze w nocnym klubie B.B. Kinga w Los Angeles. Ukończył szkołę średnią Alexander Hamilton High School, następnie kształcił się w szkole muzycznej Thornton School of Music w ramach Uniwersytetu Południowej Kalifornii. Występował m.in. z bratem w zespole Carney jako support grup Arcade Fire i U2, a także nagrywając w 2010 pierwszy album Mr. Green Vol. 1.
W 1999 Reeve Carney zagrał młodego Ishmaela Chambersa w filmie Cedry pod śniegiem, co przyniosło mu Nagrodę Młodych Artystów dla najlepszego młodego aktora drugoplanowego. W 2010 wystąpił w Burzy u boku Helen Mirren, zaś w 2014 wcielił się w Doriana Graya w Domu grozy.
W 2011 zadebiutował na Broadwayu w musicalu Spider-Man: Turn Off the Dark, w którym wcielił się w Spider-Mana. Pochodzący z tego przedstawienia singel Reeve’a Carneya „Rise Above 1”, w którego powstaniu brali udział także Bono i The Edge, był notowany na różnych listach przebojów.

## Wybrana filmografia
- 1994: Świat według Dave’a (serial TV)
- 1999: Cedry pod śniegiem
- 2009: Spread
- 2010: Burza
- 2014: Dom grozy (serial TV)[1]